# Retrat de Benedetta Bianco (Senyora Canals)
El Retrat de Benedetta Bianco (Senyora Canals) és una pintura a l'oli i carbonet sobre tela realitzada per Pablo Picasso el 1905 a París i que actualment forma part de la col·lecció permanent del Museu Picasso de Barcelona. Es mostra a la Sala 9 de la col·lecció permanent del museu. Està signat Picasso a l'angle superior dret. Forma part de l'Adquisició de la col·lecció privada de Lluís Plandiura de 1932.

## Història
Aquest retrat formà part de la Col·lecció Plandiura, comprada per la Junta de Museus l'any 1932. El primer propietari de l'obra fou Ricard Canals.
A partir de la documentació actual, és impossible determinar l'any en què Plandiura, gran amic de Canals, va comprar-l'hi, però se situa la data en un període indeterminat entre maig-juny de 1919 –mesos en els quals l'obra fou presentada a l'Exposició d'Art de Barcelona, signant-hi com a propietari Ricard Canals– i 1930, any de la publicació del llibre d'Eugeni d'Ors sobre Picasso en què apareix citada com de la Col·lecció Plandiura.

## Descripció

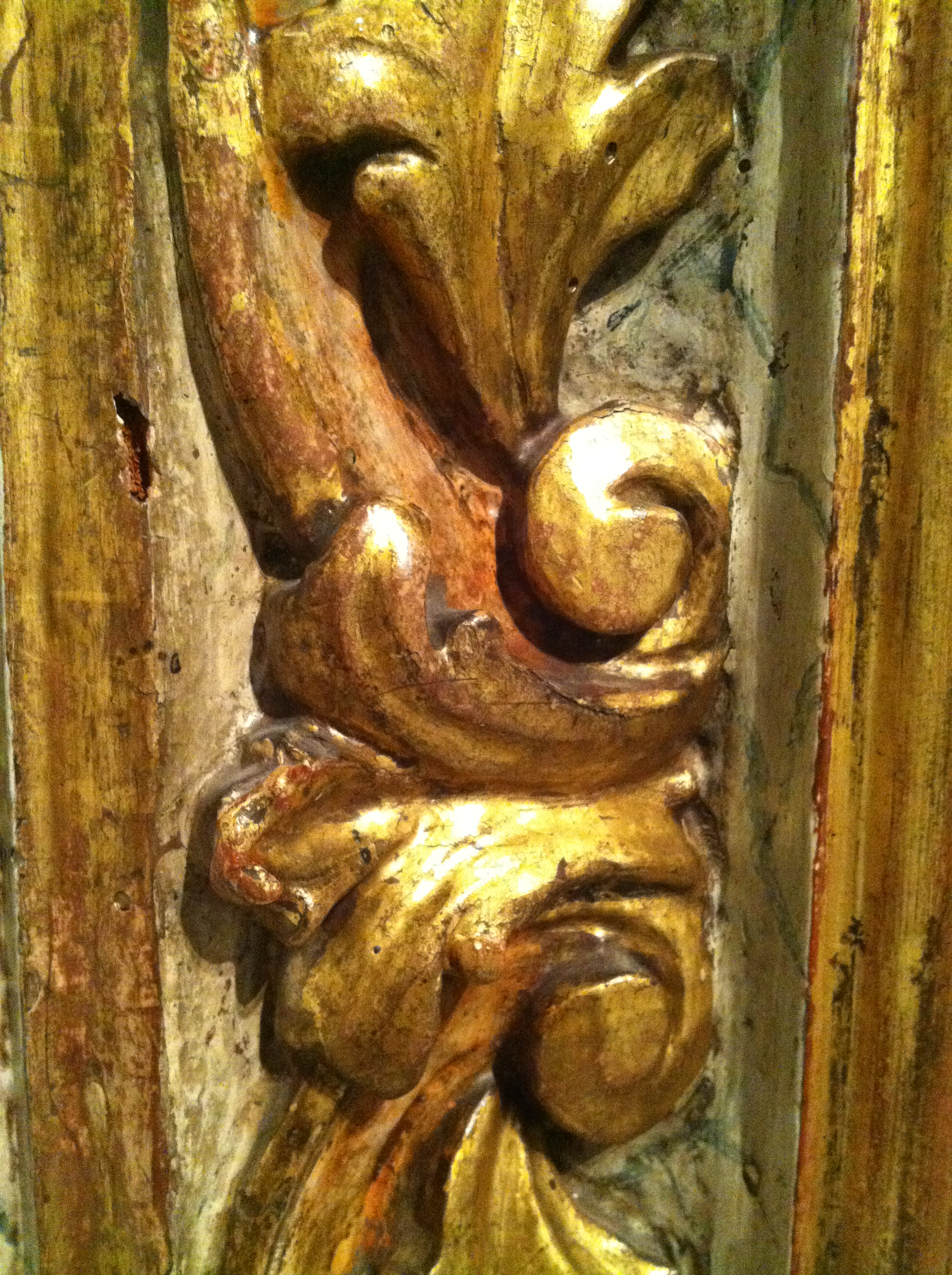
detall del marc que conserva l'obra.

El Retrat de Benedetta Bianco (Senyora Canals) és un retrat de dona amb mantellina i una flor al cabell, de trets clàssics i de suavitat en el traçat i el colorit.
L'artista centra l'atenció en el rostre de la model, d'una blancor ressaltada per les galtes, lleugerament rosades, emmarcat per una mantellina negra. Els trets delicats i definits del rostre i coll destaquen la seva bellesa. Els cabells, d'un to lleugerament vermellós, recollits a la part posterior del cap i mig amagats sota la mantellina, també potencien la direcció de la mirada de l'espectador cap al rostre.
Els tons rosats i ocres són subtilment presents en diverses parts i detalls de la tela, com en el color malva de la flor que decora el pentinat, en les galtes o en el fons definit per
pinzellades amples i etèries.
Els diversos contrastos cromàtics –el negre de la mantellina, l'extensa paleta d'ocres i rosats suaus, la gamma de verds del vestit–, juntament amb un marcat classicisme, donen a aquesta obra una profunda serenitat i equilibri.
La figura s'immergeix en una atmosfera etèria banyada pels tons rosats i irisats propis del nou període que ha començat, l'època rosa, que no té la monocromia del període precedent, l'època blava.

## Època Rosa
El 1904 Picasso va conèixer Fernande Olivier, amb la qual va compartir la vida fins al 1912. A partir d'aquest moment els tons rosats predominen en les seves obres, i per això aquesta època ha estat denominada rosa, tot i que el color és cada vegada més variat, a base de combinacions subtils i delicades. Els colors són els de la carn i la sensualitat.
El canvi de blau a rosa no es reflecteix únicament en el color predominant de les teles, sinó també en la mateixa temàtica: Picasso s'inspira, preferentment, en personatges i en escenes de circ, com ara arlequins i saltimbanquis.
Com a figura, la dona esdevé protagonista. En grup o aïllada, és el centre de la composició d'una part important dels dibuixos i olis d'aquest període, dominat pels colors rosats i irisats.
Els personatges han perdut la càrrega psicològica que pesava damunt seu i apareixen en representació gairebé escenogràfica. Els seus cossos, incorporis, semblen més lliures, més delicats, encara que estiguin drets i immòbils.
El Retrat de la senyora Canals és un magnífic exponent d'aquest període i és l'única obra de l'època rosa conservada al museu barceloní.

## La Model
L'obra va ser pintada a París, a l'estudi del carrer Ravignan, número 13, l'anomenat Bateau-Lavoir.
En fou model la italiana Benedetta Bianco Coletta (Cervaro, 1870 – Barcelona, 1958), que ja havia posat per a Degas i Bartholomé, i que en aquells moments era la companya del pintor i gravador català Ricard Canals, gran amic de Picasso. El 1906 es convertiria en l'esposa de Canals.
Picasso era present quan Canals pintava el quadre Una llotja als toros (París, 1904), per al qual varen posar Benedetta Bianco i Fernande Olivier. La gràcia amb què posava Benedetta impacta de tal manera l'artista que decideix fer-li aquest retrat, una personalíssima interpretació en què sintetitza el record de l'obra de Canals amb la idea de presentar Benedetta a la manera de la tradicional pintura d'espanyoles, característiques de l'obra de Canals i d'altres artistes del moment, que són molt ben acollides pel públic francès de l'època.